# Peter Fragiskatos
Peter Fragiskatos, né le 30 avril 1981 à London en Ontario, est un politologue et homme politique canadien. Il représente la circonscription de London-Centre-Nord à la Chambre des communes du Canada de 2015 à 2025 et de London-Centre depuis 2025 sous la bannière du Parti libéral du Canada. Il était précédemment politologue à l'Université Western Ontario.

## Biographie
Membre du Parti libéral du Canada, Peter Fragiskatos est élu député à la Chambre des communes du Canada de la circonscription de London-Centre-Nord lors des élections fédérales de 2015 et réélu en 2019 et 2021. Il est également réélu en 2025 dans la circonscription modifiée et renommée London-Centre.